# Internationale Karelsprijs Aken

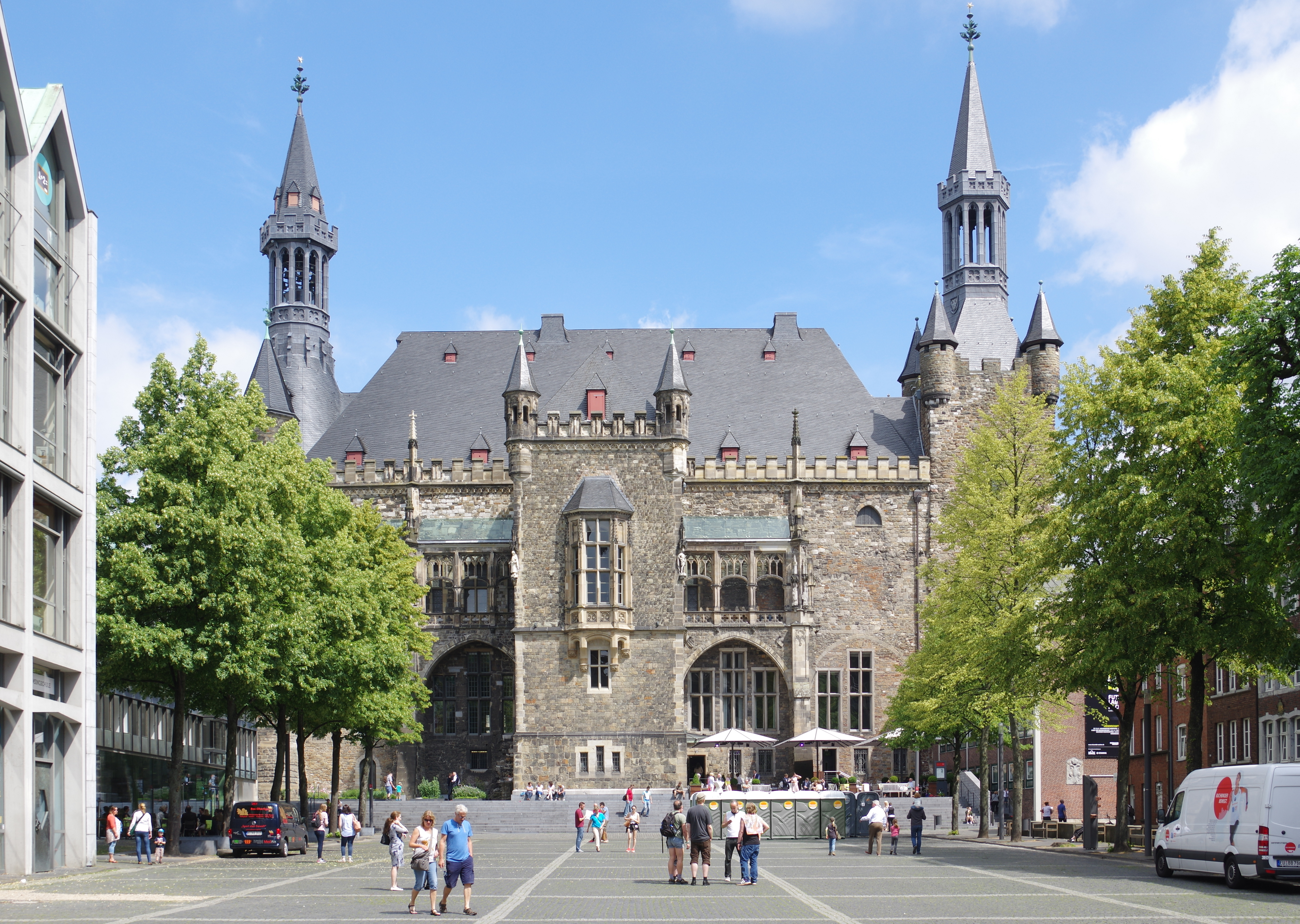
De prijs wordt uitgereikt in het stadhuis van Aken

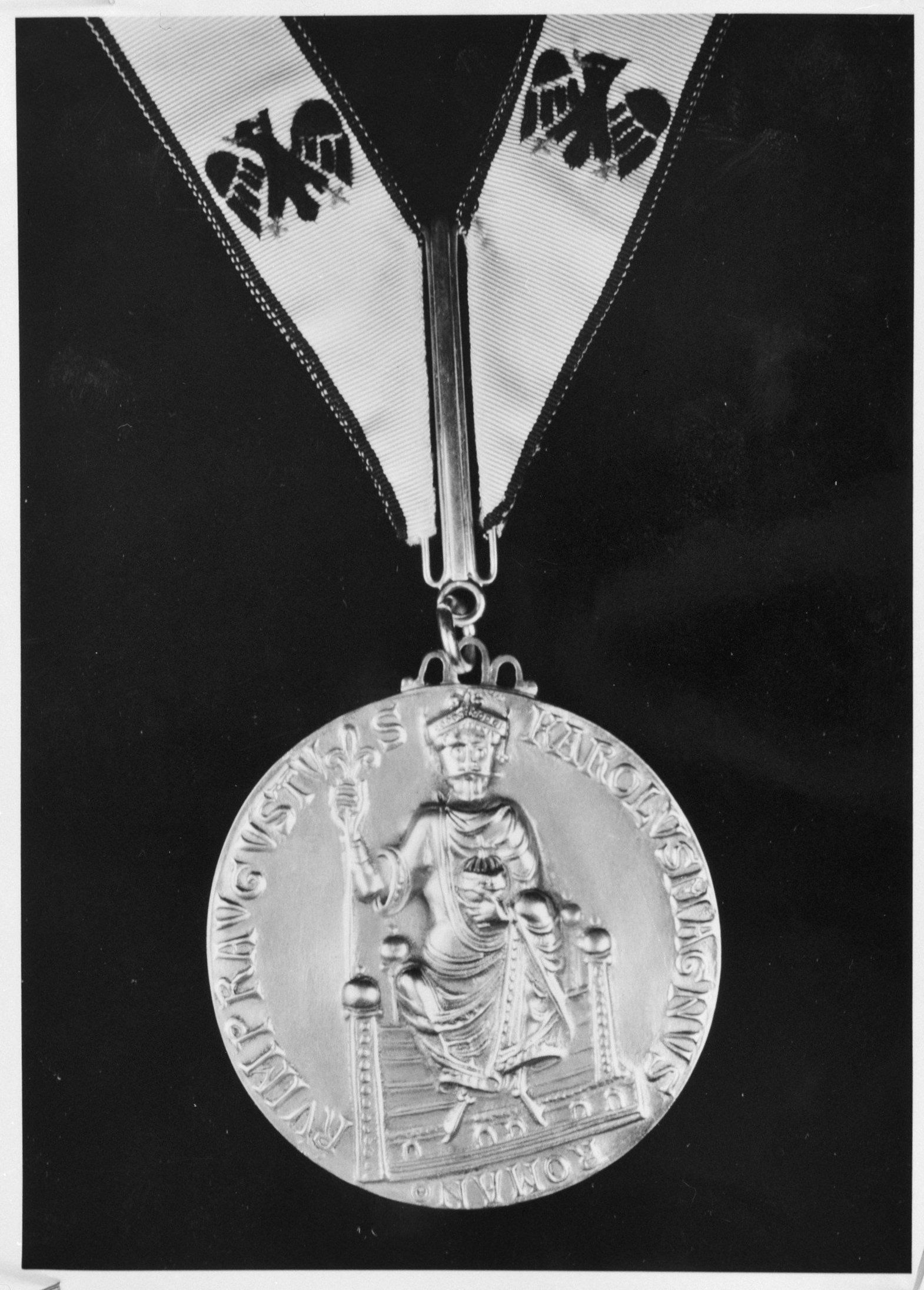
Joseph Luns in 1967

De Internationale Karelsprijs Aken, kortweg Karelsprijs genoemd, is een prijs die jaarlijks wordt toegekend aan een of meer personen of een organisatie die zich verdienstelijk hebben gemaakt voor de Europese eenwording.
De prijs is genoemd naar Karel de Grote en bestond tot 2007 uit een bedrag van 5000 euro en een medaille met de beeltenis van Karel de Grote. Na 2007 is er geen geldprijs meer aan verbonden.
Traditioneel vindt de uitreiking plaats op Hemelvaartsdag in de kroningszaal van het Akense stadhuis. Het Curatorium van de 'Stichting Internationale Karelsprijs Aken' bestaand uit burgers, ambtenaren en gezagsdragers van de stad kiest de prijswinnaars.

## Winnaars
- 1950  Richard Coudenhove-Kalergi
- 1951  Hendrik Brugmans
- 1952  Alcide De Gasperi
- 1953  Jean Monnet
- 1954  Konrad Adenauer
- 1956  Winston Churchill
- 1957  Paul-Henri Spaak
- 1958  Robert Schuman
- 1959  George Marshall
- 1960  Joseph Bech
- 1961  Walter Hallstein
- 1963  Edward Heath
- 1964  Antonio Segni
- 1966  Jens Otto Krag
- 1967  Joseph Luns
- 1969  Commissie van de EEG
- 1970  François Seydoux de Clausonne
- 1972  Roy Jenkins
- 1973  Salvador de Madariaga
- 1976  Leo Tindemans
- 1977  Walter Scheel
- 1978  Konstantinos Karamanlis
- 1979  Emilio Colombo
- 1981  Simone Veil
- 1982  Juan Carlos I van Spanje
- 1984  Karl Carstens
- 1986  het Luxemburgse volk
- 1987  Henry Kissinger
- 1988  Helmut Kohl
 0000  François Mitterrand
- 1989  Frère Roger Schutz
- 1990  Gyula Horn
- 1991  Václav Havel
- 1992  Jacques Delors
- 1993  Felipe González Márquez
- 1994  Gro Harlem Brundtland
- 1995  Franz Vranitzky
- 1996  Beatrix der Nederlanden
- 1997  Roman Herzog
- 1998  Bronisław Geremek
- 1999  Tony Blair
- 2000  Bill Clinton
- 2001  György Konrád
- 2002  de euro
- 2003  Valéry Giscard d'Estaing
- 2004  Pat Cox
 0000  Paus Johannes Paulus II
- 2005  Carlo Azeglio Ciampi
- 2006  Jean-Claude Juncker
- 2007  Javier Solana
- 2008  Angela Merkel
- 2009  Andrea Riccardi
- 2010  Donald Tusk
- 2011  Jean-Claude Trichet
- 2012  Wolfgang Schäuble
- 2013  Dalia Grybauskaitė
- 2014  Herman Van Rompuy
- 2015  Martin Schulz
- 2016  Paus Franciscus
- 2017  Timothy Garton Ash
- 2018  Emmanuel Macron
- 2019  António Guterres
- 2020  Klaus Johannis
- 2022  Maria Kolesnikova
 0000  Svetlana Tichanovskaja
 0000  Veronika Tsepkalo
- 2023  Volodymyr Zelensky
- 2024  Pinchas Goldschmidt
- 2025  Ursula von der Leyen